# Limbergen (Nottuln)
Limbergen war bis 1974 eine Gemeinde im Kreis Coesfeld in Nordrhein-Westfalen. Ihr Gebiet gehört heute teils zur Stadt Dülmen und teils zur Gemeinde Nottuln im Kreis Coesfeld.

## Geografie

Lage der Bauerschaften Hövel und Limbergen im 19. Jahrhundert

Die Gemeinde Limbergen bestand aus den alten münsterländischen Bauerschaften Hövel und Limbergen. Sie besaß anfänglich eine Fläche von 20 km². 1969 verkleinerte sich die Gemeindefläche auf 10,6 km².
Das Gebiet der alten Bauerschaft Limbergen liegt heute im Wesentlichen in Dülmen, während das Gebiet der alten Bauerschaft Hövel heute im Wesentlichen den Nottulner Ortsteil Limbergen bildet.

## Geschichte
Das Gebiet der Gemeinde gehörte nach der Napoleonischen Zeit zunächst zur Bürgermeisterei Rorup im 1816 gegründeten Kreis Coesfeld. Mit der Einführung der Westfälischen Landgemeindeordnung wurde 1843 aus der Bürgermeisterei Rorup das Amt Rorup, zu dem auch die Gemeinde Limbergen gehörte.
Durch das Gesetz zur Neugliederung von Gemeinden des Landkreises Coesfeld wurde am 1. Juli 1969 die südliche Hälfte der Gemeinde Limbergen, im Wesentlichen die alte Bauerschaft Limbergen, mit einer Fläche von 9,9 km² und 252 Einwohnern in die Nachbargemeinde Buldern umgegliedert. Buldern wiederum wurde 1975 in die Stadt Dülmen eingemeindet.
Die verbleibende Gemeinde Limbergen, die im Wesentlichen die alte Bauerschaft Hövel umfasste, wurde am 1. Januar 1975 durch das Münster/Hamm-Gesetz aufgelöst. Der Großteil mit 8 km² fiel an die Gemeinde Nottuln, das restliche Gebiet von 2,5 km² an die Stadt Dülmen. Rechtsnachfolger der Gemeinde Limbergen ist die Gemeinde Nottuln, obwohl die eigentliche Bauerschaft Limbergen heute zu Dülmen gehört.

## Einwohnerentwicklung
| Jahr | Einwohner | Quelle |
| ---- | --------- | ------ |
| 1858 | 650       | [ 1 ]  |
| 1871 | 698       | [ 4 ]  |
| 1885 | 615       | [ 5 ]  |
| 1895 | 682       | [ 6 ]  |
| 1910 | 702       | [ 7 ]  |
| 1939 | 668       | [ 8 ]  |
| 1946 | 932       | [ 9 ]  |
| 1950 | 865       | [ 2 ]  |
| 1961 | 653       | [ 10 ] |
| 1969 | 618       | [ 2 ]  |
|      |           |        |
| 1974 | 341       | [ 2 ]  |

Die Gemeinde wurde 1969 verkleinert.